# Habranthus maranensis
Habranthus maranensis é uma espécie de planta bulbosa brasileira.
Foi descrita por Pierfelice Ravenna em 1982. A etimologia do epíteto específico se refere ao estado do Maranhão, onde foi encontrada.

## Descrição
A planta pode atingir até 22 cm de altura. Tem flores infundibuliformes e tépalas rosadas. As folhas são ausentes durante a floração. Semelhante a H. sylvaticus, se distingue pelas flores crateriformes e púrpuras. Também semelhante a H. gameleirensis, se distinguindo por ter bulbos globosos, colo de até 3 cm de comprimento e lobos de suas brácteas maiores que 1,2 cm. Se distingue de H. goianus pelo formato das tépalas.

## Distribuição e Habitat
Tem ocorrência no cerrado, em áreas de campo e solo arenoso, aproximadamente aos 180 m de altitude. Floresce nos meses de setembro e outubro. Já foi encontrada no município de Carolina, no Maranhão. Seu descritor, Ravenna, descreve o tipo como sendo coletado a 40 km da cidade de Caxias, ao longo da rodovia BR-135, próximo ao quilômetro 512.